# Saint-Arcons-de-Barges
Saint-Arcons-de-Barges település Franciaországban, Haute-Loire megyében. Lakosainak száma 116 fő (2022. január 1.). Saint-Arcons-de-Barges Coucouron, Arlempdes, Barges, Lafarre, Saint-Paul-de-Tartas és Vielprat községekkel határos.

## Népesség
A település népessége az elmúlt években az alábbi módon változott:
| Lakosok száma | 328  | 192  | 167  | 124  | 120  | 121  | 121  | 116  | 116  | 116  |
|               | 1968 | 1982 | 1990 | 2006 | 2013 | 2015 | 2017 | 2019 | 2020 | 2022 |